# Discoba
Discoba é um agrupamento taxonómico de protistas incluído noclade Excavata, constituído com base em resultados robustos de análises filogenéticas multigene, que contém os grupos Percolozoa (=Heterolobosea), Euglenozoa, Jakobea e, recentemente, Tsukubamonas.

## Descrição
Do ponto de vista da filogenética o agrupamento Discoba é definido como o clade constituído a partir do antepassado comum mais recente de Jakoba libera, Andalucia godoyi, Euglena gracilis e Naegleria gruberi.